# Gymnodia nigrisquama
Gymnodia nigrisquama är en tvåvingeart som först beskrevs av Stein 1914.  Gymnodia nigrisquama ingår i släktet Gymnodia och familjen husflugor.
Artens utbredningsområde är Kenya. Inga underarter finns listade i Catalogue of Life.